# Governatorato del Mar Rosso

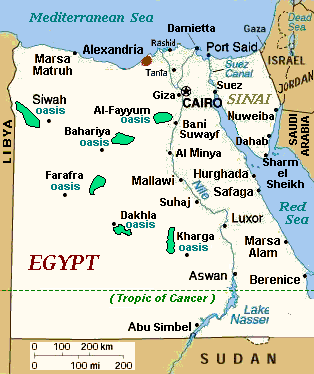

Il governatorato del Mar Rosso (in arabo: البحر الأحمر , Muhāfazat El Bahr El Ahmar) è un governatorato dell'Egitto. Si trova tra la riva destra del Nilo e il Mar Rosso, nel Sud-est del paese; la sua frontiera meridionale segna il confine con il Sudan.

## Geografia fisica
Il territorio del governatorato è quasi interamente occupato dal Deserto orientale. Questo consiste in un altopiano sabbioso che si innalza bruscamente dalla valle del Nilo e si estende verso est per una larghezza che va dagli 80 ai 170 km fino alle Colline del Mar Rosso, una catena di montagne che si sviluppano in direzione nord-sud da Suez fino al confine con il Sudan e raggiungono l'altezza massima di 2 187 m con il Monte Shaiyb al-Banat. A est delle Colline del Mar Rosso si sviluppa una stretta pianura costiera che si estende verso sud parallelamente alla costa.
La zona desertica è scarsamente abitata, percorsa da nomadi che vivono di pastorizia e commercio.

## Economia
Il territorio è ricco di risorse naturali (petrolio, fosfati, tungsteno, amianto, manganese, molibdeno, uranio, oro), e pietre per l'edilizia (alabastro, porfido, granito e pietra arenaria).
Le principali attività economiche sono l'estrazione mineraria, l'estrazione di petrolio, la pesca, e l'attività turistica che si è sviluppata notevolmente nelle città e villaggi della costa.

## Infrastrutture e trasporti
I trasporti e le comunicazioni sono assicurati da una strada costiere che collega Suez con la frontiera sudanese, e da quattro strade principali che collegano la costa con la valle del Nilo:
- strada n. 26 Zafarana - Strada statale n. 21 (presso Beni Suef);
- strada n. 27 Ras Gharib - Beni Mazar;
- strada n. 28 Safaga - Quena;
- strada n. 29 Quseir - Qift;

## Città principali
Il capoluogo è Hurghada che si trova sulla costa del Mar Rosso, le altre città importanti del governatorato sono tutte sulla costa, da nord a sud si incontrano:
- Ras Gharib
- Safaga
- Quseir
- Marsa Alam
- Berenice
- Shalatin